# Nordböhmisches Gewerbemuseum

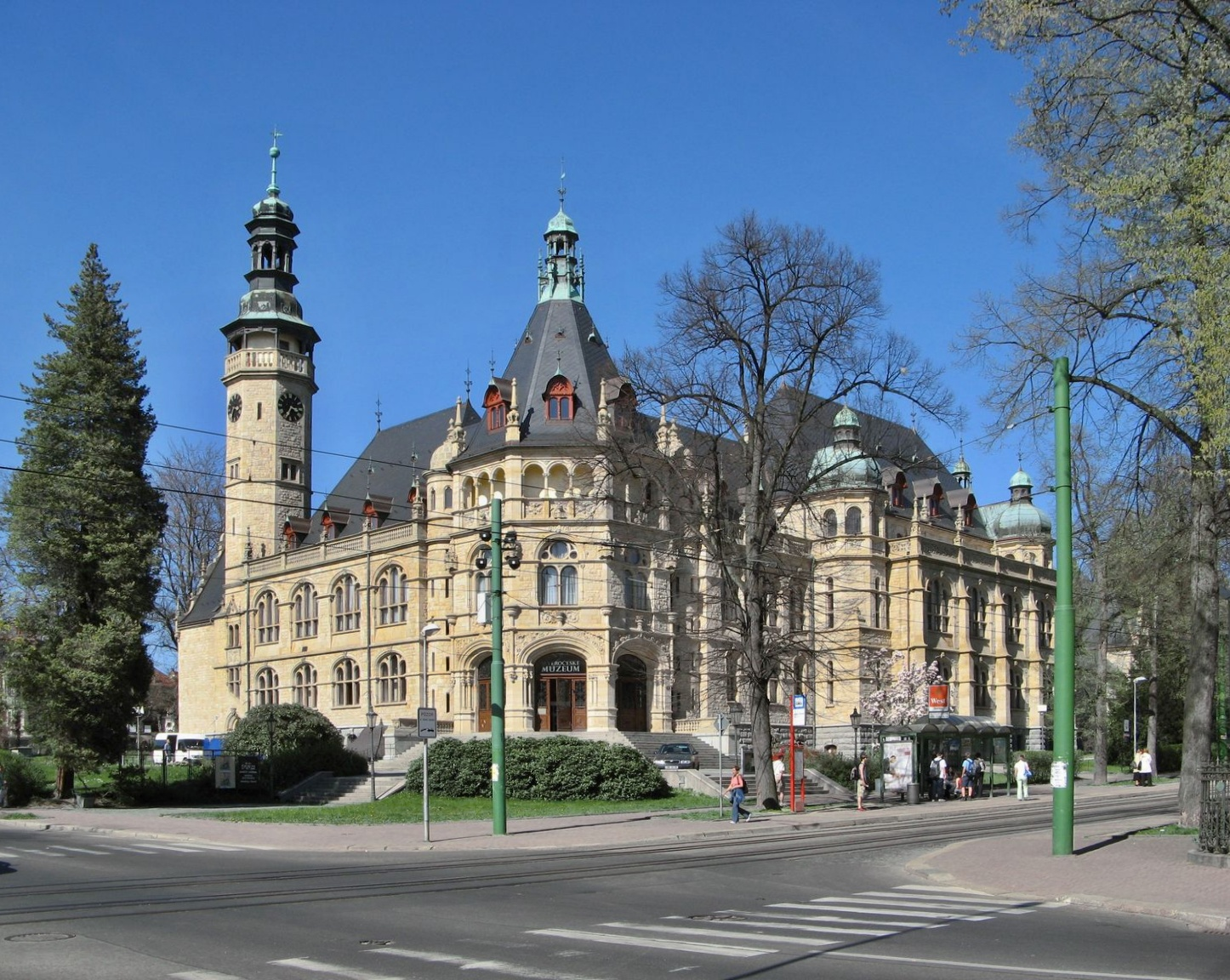
Das Nordböhmische Gewerbemuseum

Das Nordböhmische Gewerbemuseum (Nordböhmisches Museum, Severočeské muzeum) in Liberec ist eine Gründung des Gewerbevereins Reichenberg in Tschechien. Es gehört zu den größten Museen der Tschechischen Republik.

## Geschichte
Der seit 1841 in Reichenberg bestehende Gewerbeverein, dem eine Sektion für Baukunst und Zeichnen angehörte, gründete 1847 eine Sonntagszeichenschule. In der Folge dieser Gründung kam es zu Meinungsverschiedenheiten über die Gründung eines Museums. Streitpunkt war, ob es als gewerbliche Mustersammlung für die Zeichenschule oder der „hohen Kunst“ und der lokalen Kunstgeschichte dienen sollte, dabei aber auch der Zeichenschule zur Verfügung stünde.
Ungeachtet der auch über die Presse ausgetragenen Differenzen war ein gemeinsames und zielorientiertes Arbeiten möglich. Indirekt gelöst wurde der Konflikt durch das Handelsministerium, das das Gehalt der Lehrer der Zeichenschule nur dann zu subventionieren bereit war, wenn diese dem Museum als Mustersammlung angeschlossen war.
Im Mai 1873 wurde im Gewerbeverein ein provisorisches Museumskomitee eingesetzt. Ziel dieses Komitees war die Eröffnung des Museums zum 25. Regierungsjubiläum von Kaiser Franz Joseph I.
Der erste Standort des Museums waren Räumlichkeiten auf dem Dachboden der Viertler Schule in Reichenberg. Die Eröffnung erfolgte am 2. Dezember 1873. Aus Platzmangel erfolgte 1877 eine Übersiedlung in den ersten Stock eines „Roter Adler“ genannten Hauses eines Buchhändlers. Anlässlich der zu Ostern erfolgten neuerlichen Eröffnung hielt Graf Edmund Zichy einen Vortrag zum Thema „Die Bedeutung des Orients als Spezialgebiet für österreichische Industrieerzeugnisse“. Die Ausstellung orientalischen Kunstgewerbes war eine Leihgabe des Wiener orientalischen Museums.
Während eines Besuches von Erzherzog Karl Ludwig von Österreich in Reichenberg 1878 konnte dieser als Protektor für das Museum gewonnen werden. Seine Fürsprache änderte nichts an der Einstellung der Subventionszahlungen für die Zeichenschule, die am 30. September 1879 aufgelöst und mit der k.k. Webeschule in Reichenberg vereinigt wurde. Den Museumsverantwortlichen wurde durch diese Entscheidung die Arbeit erleichtert, da sie sich nun konzentriert dem Ausbau des Museums widmen konnten. Offenbar wurde diese Schule bald wieder geöffnet, da im 1929 erschienenen Buch „Reichenberg“ auf den Bestand einer dem Museum angeschlossenen und unter der Leitung von Professor Frahs-Friedenfeld stehende Kunstschule hingewiesen wird. Andere Quellen nennen Bertold Löffler vor dem Jahr 1890 als Absolventen sowie den 1921 geborenen Willi Sitte.
1883 wurden die Statuten eines eigens gegründeten Museumsvereins genehmigt, dem der Gewerbeverein laut einem bereits am 9. Mai 1882 geschlossenen Vertrag den gesamten Besitz des Museums überließ. Gleichzeitig erfolgte die endgültige Benennung in Nordböhmisches Gewerbemuseum. Die „Mittheilungen des Nordböhmisches Gewerbemuseums“ erschienen ab 1882.
In den Jahren 1890, 1891 und 1892 erhielt das Nordböhmische Gewerbemuseum trotz intensiver Verhandlungen keine Subventionen durch das Land. 1892 wurden von diesem schließlich unter anderem die Bedingungen gestellt,
- dass tschechische Bildungsanstalten und Industrielle des Bezirks Reichenberg bei der leihweisen Nutzung von Bildungsmitteln deutschen Interessenten gleichgestellt würden,
- dass der zuständige Landesausschuss während der Dauer der Subventionszahlungen je ein deutsch- und tschechischsprachiges Mitglied in das Museumskuratorium entsenden dürfe und
- dass das Nordböhmische Gewerbemuseum auch einen tschechischsprachigen Katalog herausgebe.

Am 14. Juli 1892 nahm eine Vollversammlung des Museumsvereins diese Bedingungen an, änderte aber gleichzeitig die Statuten und legte damit Deutsch als Geschäftssprache fest. Diese Änderung wurde von den zuständigen Behörden genehmigt.
1891 übersiedelte das Museum in die damalige Clotildenstraße 6. Der Platzmangel wurde dadurch aber nicht dauerhaft beseitigt.
In einem Beschluss der Reichenberger Stadtverordnetensitzung vom 26. März 1895 wurde dem Museumsverein das Gelände des ehemaligen botanischen Gartens als Standort für einen Neubau des Museums zur Verfügung gestellt. Nach der Sicherstellung der Finanzierung wurde ein Architektenwettbewerb ausgeschrieben. Realisiert werden sollte der mit dem 1. Preis prämierte Entwurf des Wiener Architekten Friedrich Ohmann. Dieser zögerte allerdings die gewünschte Überarbeitung seiner Pläne hinaus, so dass diese Arbeit den Architekten Hans Grisebach und Georg Dinklage übergeben wurde.
Mit der Bauausführung wurde die Baufirma Gustav und Ferdinand Miksch aus Brünn am 16. Jänner 1897 beauftragt. Mit den Arbeiten am Fundament wurde am 26. März des gleichen Jahres begonnen. Eröffnet wurde das Nordböhmische Gewerbemuseum im Jahr 1898. Eine erste bedeutende Schenkung von mehr als zweihundert Werken erhielt das Museum 1904 aus dem Nachlass des Mäzens Baron Heinrich von Liebieg; diese Sammlung wurde 1946 in die ehemalige Villa der Familie Liebieg umgesiedelt.
Blickfang des im Stil der Neorenaissance errichteten Gebäudes ist ein an der Ecke situierter schlanker Turm, der eine genaue Kopie des alten Reichenberger Rathausturmes darstellt. Vom Bildhauer Emanuel Gerhart wurden im Innenhof mehrere Wasserspeier gestaltet. Als Vorbild für deren Gesichter nahm er unter anderem sich selbst sowie den Bauleiter Kraus und den Baumeister Gustav Miksch, der wenige Jahre später Vorsitzender des hiesigen Vereins der Naturfreunde in Reichenberg wurde. Zwischen 1982 und 1988 wurde das Museum renoviert.
Das Nordböhmische Gewerbemuseum umfasste ursprünglich neben einer ortsgeschichtlichen Sammlung eine sogenannte Glassammlung mit böhmischen, schlesischen, aber auch holländischen Gläsern. Weitere Sammlungen waren die keramische Sammlung, die Fayence- und Steingutsammlung, die Textilsammlung, die Eisensammlung, die Möbelsammlung und eine Bibliothek mit zumeist kunst- und kulturgeschichtlicher Literatur. Im Laufe der Zeit wurden entsprechend der technischen und künstlerischen Entwicklung weitere Fachbereiche in das Ausstellungsprogramm aufgenommen.